# Neoserica grandis
Neoserica grandis är en skalbaggsart som beskrevs av Brenske 1894. Neoserica grandis ingår i släktet Neoserica och familjen Melolonthidae. Inga underarter finns listade i Catalogue of Life.